# Anthony Okonkwo Gbuji
Anthony Okonkwo Gbuji (* 29. Oktober 1931 in Ubulu-Uku) ist Altbischof von Enugu.

## Leben
Anthony Okonkwo Gbuji empfing am 23. November 1958 die Priesterweihe. 
Paul VI. ernannte ihn am 5. Juli 1973 zum Bischof von Issele-Uku. Der Erzbischof von Lagos, Anthony Olubunmi Okogie, weihte ihn am 30. September desselben Jahres zum Bischof; Mitkonsekratoren waren die Francis Arinze, Erzbischof von Onitsha, und Patrick Ebosele Ekpu, Bischof von Benin City.
Johannes Paul II. ernannte ihn am 8. November 1996 zum Bischof von Enugu. Am 9. Februar 2009 nahm Papst Benedikt XVI. seinen altersbedingten Rücktritt an. Am 31. Mai 2010 wurde er zum Apostolischen Administrator von Benin City ernannt und er trat von seinem Amt am 18. März 2011 zurück.